# 乌卢套棘豆
乌卢套棘豆（学名：Oxytropis rhynchophysa）为豆科棘豆属下的一个种。